# Taba Naba
"Taba Naba" é uma canção infantil, com origem nas Ilhas Estreito de Torres, ao norte do continente australiano, foi gravada no Brasil pela cantora e apresentadora Xuxa para o álbum Xuxa só para Baixinhos 4 - Praia, e foi lançada para divulgação nas rádios do Brasil em 2003, foi enviado para as rádios, em versão slipcase. Tem a música "Taba Naba" e uma entrevista com a Xuxa.

## Faixas
| CD Single      |                         |                             |         |  |
| N.º            | Título                  | Compositor(es)              | Duração |  |
| 1.             | "Taba Naba"             | D. P. Versão: Vanessa Alves | 2:04    |  |
| 2.             | "Entrevista Com a Xuxa" |                             | TBA     |  |
| Duração total: | Duração total:          | Duração total:              | 2:04    |  |